# Star AG
Die Star AG (eigene Schreibweise STAR) mit Sitz in Ramsen SH ist eine Schweizer Unternehmensgruppe, die auf technische Dokumentation und Softwareentwicklung in diesem Bereich spezialisiert ist.
Das Unternehmen verfügt über 50 Niederlassungen in 30 Ländern und beschäftigt rund 1000 Mitarbeiter, davon rund 80 am Schweizer Hauptsitz in Ramsen. Star befindet sich seit der Gründung in Privatbesitz, wobei keine Umsatzzahlen veröffentlicht werden. Gemäss einem 2007 erschienenen Tages-Anzeiger-Bericht setzte das Unternehmen laut inoffiziellen Quellen 105 Millionen Euro um, womit Star zu den weltweit 14 grössten Übersetzungsagenturen zählt.

## Unternehmensgeschichte
Das Unternehmen wurde im Jahr 1984 in Stein am Rhein als Anbieter von Redaktions- und Übersetzungsdienstleistungen gegründet. Die Firma setzt sich aus den Anfangsbuchstaben von Software, Translation, Artwork und Recording zusammen.
Mit dem Aufkommen der ersten Personal Computer Mitte der 1980er Jahre sowie durch umfangreiche Übersetzungs- und Softwarelokalisierungsprojekte erkannte das Unternehmen die Notwendigkeit der Computerunterstützung für diese Dienstleistungen.
Ein solches Programm sollte damals hauptsächlich Texte filtern und gleichlautende Sätze übersetzen. Daraus entstand das Translation-Memory-System "Transit", welches die Basis für die Produkte des Unternehmens im mehrsprachigen Informationsmanagement bildet.

## Produkte und Dienstleistungen
Das Unternehmen bietet Lösungen für den gesamten Informationsprozess – von der Informationserstellung und Verwaltung, über die Übersetzung bis zur Publikation in zahlreichen Sprachen und Medien. Ausserdem werden IT-Dienstleistungen und Schulungen für die vom Unternehmen entwickelten Softwareprodukte angeboten.